# Dietrich Harke
Dietrich Harke (* 13. Februar 1943 in Mannheim) ist ein deutscher Rechtswissenschaftler.

## Leben
Er studierte Rechtswissenschaften in Heidelberg, Montpellier und Madrid. Einen Teil seines juristischen Referendariats legte er in La Paz, Bolivien ab. In seiner Zeit als Wissenschaftlicher Mitarbeiter am Institut für ausländisches und internationales Privat- und Wirtschaftsrecht an der Universität Heidelberg schrieb er seine Promotion mit einem Rechtsvergleich von deutschem, spanischem und europäischem Kartellrecht.
Dietrich Harke war bis 2005 Professor an der Fachhochschule Darmstadt und lehrte unter anderem Patentrecht und Urheberrecht. Er gründete den achtsemestrigen Diplomstudiengang Informationsrecht und war auch Datenschutzbeauftragter der Hochschule. Nach seiner Lehrtätigkeit war er noch einige Zeit Mitglied des Instituts für Informationsrecht an der Fachhochschule Darmstadt.
Harke veröffentlichte Bücher rund um das Thema Schutzrechte und diverse Artikel über Schutzrechtsfragen, unter anderem auch für das Magazin c’t.

## Schriften
- Das spanische Gesetz gegen Wettbewerbsbeschränkungen: Eine Untersuchung der Entscheidungspraxis des spanischen Kartellgerichts. 1974 (Dissertation, Universität Heidelberg, 1974).
- Urheberrecht. Fragen und Antworten. Carl Heymanns Verlag, Köln 1997; 2. Auflage 2001, ISBN 3-452-24720-1.
- Ideen schützen lassen? Patente, Marken, Design, Copyright, Werbung. Beck, München 1999, ISBN 3-406-46125-5.